# Rémy Martin
Rémy Martin (с фр. — «Реми́ Мартен» или «Реми Мартэн») — французский коньячный дом, занимающийся производством и продажей коньяка из региона Cognac Fine Champagne.

## История
- 1724 — Молодой винодел Реми Мартен (или Мартэн), родившийся в 1695 году в небольшом городке Руайак, департамента Шаранта[2], открывает собственную компанию.
- 1738 — Реми получает исключительные права от Людовика XV на посадку новых виноградных лоз, несмотря на законодательные ограничения на посадки новых лоз 1731 года.
- 1830 — Создан первый коньяк Rémy Martin категории Grande Champagne.
- 1848 — Создан первый коньяк Rémy Martin категории Fine Champagne.
- 1874 — На лицевой этикетке коньяка впервые появляется логотип Дома — Кентавр.
- 1870 — Поль-Эмиль Реми Мартен окончательно адаптирует изображение кентавра, бросающего копьё, как лицо дома. Кентавр олицетворяет собой объединение двух стихий — человечества и природы, к которому была добавлена часть от знака зодиака самого Поля-Эмиля Реми Мартена — стилизованное копьё. В логотипе же Поль-Эмиль стремился показать главную идею дома — дерзость, мастерство и честность семьи в создании коньяков.
- 1898 — Поль-Эмиль Реми Мартен создает новый глубокий и сложный характер коньяка, который впредь будет отражать стиль дома на долгие годы.
- 1924 — Вступление Андрэ Рено в должность управляющего компанией E.Rémy Martin & Cie SA.
- 1927 — Создание будущего лица и лидера продаж дома — Rémy Martin Fine Champagne V.S.O.P.
- 1937 — Первые поставки коньяка на международный рынок.
- 1948 — Первый опыт в составлении коньяков из 100 % виноматериала, собранного в субрегионах Grande Champagne и Petit Champagne.
- 1965 — Андрэ Эрьяр-Дюбрёй (André Hériard-Dubreuil), зять Андрэ Рено, вступает в должность управляющего компанией E.Rémy Martin & Cie SA. Заключение уникальных для того времени прямых контрактов Дома с виноделами и перегонщиками субрегионов Гран Шампань и Пти Шампань.
- 1966 — Создание международной сети дистрибуции коньяков Rémy Martin.
- 1968 — Первые поставки коньяка на рынок Гонконга.
- 1972 — Создание узнаваемой матовой бутылки из темно-зелёного стекла для лидера продаж Дома — Rémy Martin Fine Champagne V.S.O.P.
- 1980 — Приобретение коньячного дома A. de Luze[фр.].
- 1980 — Создание совместного франко-китайского предприятия по производству вина и бренди «Sino-French Joint-Venture Dynasty Winery Ltd.» в партнерстве с правительством Китая, мэрией города Тяньцзинь и компанией «Hongkong International Trade and Technology Investigation Organization».
- 1981 — Создание нового значимого коньяка — Rémy Martin Fine Champagne XO Excellence.
- 1997 — Создание нового коньяка — Rémy Martin 1738 Accord Royal.

## Производство
Дистилляция вин для Rémy Martin производится с помощью традиционных шарантских медных дистилляционных аппаратов на дрожжевом осадке, т. н. «аламбиков».
В течение зимних месяцев дегустационная комиссия Дома собирается несколько раз в неделю и оценивает от 20 до 30 eaux-de-vie (рус. о-де-ви, коньячные спирты). За сезон дегустируется вслепую более 2000 образцов. Для выдержки используются только бочки из лимузенского дуба, которые имеют особую пористую структуру.
Коньячные спирты, производимые в регионе Cognac (рус. Коньяк), имеют наибольший потенциал для процесса выдержки, поэтому Дом Rémy Martin увеличил минимальные сроки выдержки, которые были предусмотрены законом для разных категорий. Так, коньяк VS Superior создается из eaux-de-vie возраста от 3 до 10 лет при обязательной минимальной планке в 2 года. Для VSOP используются спирты возраста от 4 до 14 лет при обязательной минимальной 4-летней выдержке. Для ХО установлен законодательный минимум в 6 лет, но в Rémy Martin для него пускают в дело спирты, которые провели в бочке от 9 до 37 лет.

## Главы Дома
Мастера Погреба Дома Rémy Martin в разные периоды:
- 1924—1960 — André Renaud (Андре Рено).
- 1960—1990 — André Giraud (Андре Жиро).
- 1990—2003 — Georges Clot (Жорж Кло).
- 2003—2014 — Pierrette Trichet (Пьеретт Трише).
- 2014— н. в. — Baptiste Loiseau (Батист Луазо).

## Коньяки
- Rémy Martin VSOP. Впервые выпущен коньячным Домом в 1927 году, по сей день остается флагманским продуктом компании и самым популярным коньяком категории VSOP в мире. Производится из спиртов, изготовленных из винограда региона Grande Champagne, и выдержанных от 4 лет и более.
- Rémy Martin VS Superieur. Для производства этого коньяка используется виноград исключительно региона Petite Champagne, спирты выдерживаются в бочках от 3 лет и более.
- Rémy Martin XO Excellence. Впервые был выпущен в 1981 году. Для производства этого коньяка используется преимущественно (около 85 %) виноград региона Grande Champagne. Более 400 eaux-de-vie, входящих в данный ассамбляж выдерживаются в бочках от 9 лет и более.
- Rémy Martin 1738 Accord Royal. Создан в 1997 году, посвящен ранней истории Дома, назван в честь эксклюзивного королевского разрешения, которое Людовик XV даровал Реми Мартену за его высочайшее мастерство.

Лимитированные версии, представленные в России:
- Rémy Martin Extra
- Rémy Martin Carte Blanche
- Rémy Martin Cellar № 16
- Rémy Martin Cellar № 28
- Rémy Martin Coupe Shanghai
- Rémy Martin Centaure de Diamant Cognac
- Louis XIII de Rémy Martin